# Joko Anwar’s Nightmares and Daydreams
Joko Anwar’s Nightmares and Daydreams ist eine indonesische Science-Fiction-Horrorserie, die von Joko Anwar geschaffen wurde. Die Serie wurde am 14. Juni 2024 weltweit auf Netflix veröffentlicht.

## Handlung
Die Serie „Joko Anwar’s Nightmares and Daydreams“ erzählt in jeder ihrer sieben Episoden, die zwischen 1985 und 2024 spielen, unterschiedliche, aber miteinander verwobene Geschichten aus der Welt der Science-Fiction und dem Reich des Übernatürlichen. In diesen Geschichten, die von sonderbaren und unerklärlichen Ereignissen sowie einem Hauch von Horror durchzogen sind, stehen Menschen quer durch alle Gesellschaftsschichten und mit den unterschiedlichsten Vorgeschichten im Mittelpunkt. Am Ende gipfeln alle Geschichten in einem großen Finale, welches entscheidende Auswirkungen auf das Schicksal der Menschheit haben wird.

## Besetzung und Synchronisation
Die deutschsprachige Synchronisation entstand nach den Dialogbüchern sowie unter der Dialogregie von Mark Kuhn durch die Synchronfirma Iyuno Germany in München.
| Rolle              | Schauspieler       | Synchronsprecher       |
| ------------------ | ------------------ | ---------------------- |
| Das alte Haus      |                    |                        |
| Panji              | Ario Bayu          | Julian Bayer           |
| Rara               | Faradina Mufti     | Patricia Strasburger   |
| Ranti              | Yatti Surachman    | Angelika Bender        |
| Siti               | Ruth Marini        | Dana Geissler          |
| Naya               | Putri Ayudya       | Sonja Reichelt         |
| Bambang            | Sal Priadi         | Sebastian Kempf        |
| Noto               | Aqi Singgih        | Philipp Rafferty       |
| Mutiara            | Sha Ine Febriyanti | Katharina Friedl       |
| Dimitri            | Kevin Ardilova     | Henry Engels           |
| Kemala             | Ully Triani        | Michèle Tichawsky      |
| Die Waise          |                    |                        |
| Ipah               | Nirina Zubir       | Tatjana Pokorny        |
| Iyos               | Yoga Pratama       | Dirk Meyer             |
| Syafin             | Faqih Alaydrus     | Mia Durakovic          |
| Poesie und Schmerz |                    |                        |
| Rania              | Marissa Anita      | Stefanie Dischinger    |
| Laras              | Marissa Anita      | Shirin Lotze           |
| Hendra             | Restu Sinaga       | Maximilian Laprell     |
| Adrian             | Haydar Salishz     | Uwe Thomsen            |
| Asti               | Balgis Achmad      | Mia Durakovic          |
| Anthon             | Tora Sudiro        | Wolfgang Haas          |
| Mutter von Rania   | Nungki Kusumastuti | Inez Günther           |
| Vater von Rania    | Egi Fedly          | Andreas Borcherding    |
| Begegnung          |                    |                        |
| Rusman             | Teuku Rifnu Wikana | Leonard Hohm           |
| Wahyu              | Lukman Sardi       | Benjamin Hirt          |
| Bandot             | Mike Lucock        | Felix Auer             |
| Dijah              | Ersa Mayori        | Daria Trenkwalder      |
| Hardi              | Arie Kriting       | Sebastian Griegel      |
| Gemi               | Aimee Saras        | Angelina Markiefka     |
| Edo                | Eduwart Manalu     | János Jung             |
| Ustad Jiman        | Totos Rasiti       | Matthias Ransberger    |
| Die andere Seite   |                    |                        |
| Dewi               | Sita Nursanti      | Franziska Ball         |
| Bandi              | Kiki Narendra      | Thomas Darchinger      |
| Domi               | Rukman Rosadi      | Marc Rosenberg         |
| Marhan             | Muzakki Ramdhan    | Jonathan Joèl Albrecht |
| Arif               | Tegar Satrya       | Pascal Fligg           |
| Hypnotisiert       |                    |                        |
| Ali                | Fachry Albar       | Kevin Kasper           |
| Ningsih            | Poppy Sovia        | Judith Peres           |
| Ayu                | Nafiza Fatia Rani  | Marget Flach           |
| Iwan               | Lembu Wiworo Jati  | Stefan Lehnen          |
| Das Postfach       |                    |                        |
| Valdya             | Asmara Abigail     | Ilena Gwisdalla        |
| Rendy              | Putra Dinata       | Peter Lehn             |
| Ratna              | Mian Tiara         | Anja Taborsky          |
| Sofia              | Sarita Ibrahim     | Sandra Schwittau       |

## Episodenliste
| Nr.                                                                       | Deutscher Titel    | Originaltitel  | Regie          | Drehbuch                   |
| ------------------------------------------------------------------------- | ------------------ | -------------- | -------------- | -------------------------- |
| 1                                                                         | Das alte Haus      | Old House      | Joko Anwar     | Joko Anwar                 |
| 2                                                                         | Die Waise          | Yatim Piatu    | Tommy Dewo     | Rafki Hidayat              |
| 3                                                                         | Poesie und Schmerz | Poems and Pain | Randolph Zaini | Joko Anwar                 |
| 4                                                                         | Begegnung          | Perjumpaan     | Ray Pakpahan   | Joko Anwar                 |
| 5                                                                         | Die andere Seite   | Sisi Lain      | Randolph Zaini | Joko Anwar                 |
| 6                                                                         | Hypnotisiert       | Terhipnotis    | Ray Pakpahan   | Tia Hasibuan               |
| 7                                                                         | Das Postfach       | P.O. BOX       | Joko Anwar     | Joko Anwar & Rafki Hidayat |
| Am 14. Juni 2024 wurden alle Folgen der Serie bei Netflix veröffentlicht. |                    |                |                |                            |